# Иън Пейс
Иън Андърсън Пейс (на английски: Ian Anderson Paice) е английски рок барабанист.

## Биография
Роден е на 29 юни 1948 г. в Нотингам, Англия. Израства в семейството на музикант в град Бистер, Оксфордшър. Баща му е корепетитор в различни танцови състави в града.
Още на 15-годишна възраст Иън се увлича по ударните инструменти. След като придобива известен опит, свири в оркестъра на баща си. Негов любим барабанист става американският джаз барабанист Бъди Рич (1917 – 1987), от който остава най-много повлиян като стил на свирене. През 1965 г. е вече с местната група „Дъ Шиндигс“ („The Shindigs“), с която записва два сингъла. През 1966 г. записва един сингъл с групата „Дъ М/5“ (The М/5).
През 1966 и 1967 г. с групата „Дъ Мейз“ (The Maze) записва три сингъла и един албум. В „Дъ Мейз“ свири заедно с Род Евънс, който през 1968 г. става първият вокалист на „Дийп Пърпъл“. На прослушването за „Дийп Пърпъл“ през 1968 г. прави добро изпълнение и тогава Джон Лорд и Ричи Блекмор не оставят никакви съмнения, че Пейс ще е барабанистът на бъдещата група. Така от 1968 г. до 1976 г. и от 1984 до наши дни Иън Пейс е барабанист на „Дийп Пърпъл“. Той е единственият музикант, който не е напускал „Дийп Пърпъл“ (в периода между 1976 и 1984 г. групата временно е била разпадната).
През 1977 г. свири в групата „Пейс, Аштън и Лорд“ (Paice, Ashton & Lord). От 1979 до 1982 г. е в „Уайт Снейк“. От 1982 до 1984 свири с групата на Гари Мур.
Иън Пейс е смятан за един от най-добрите рок барабанисти в света. Смятан е за барабанист виртуоз. Характерният му стил на свирене се дължи на факта, че е левичар. Този факт е сериозна трудност за всички барабанисти-десничари, когато трябва да изпълняват неговите специфични фигури по барабаните. Първото му впечатляващо изпълнение е непознатото дотогава подобно изпълнение в началото на песента „Кълбовидна мълния“ („Fireball“) от едноименния албум на Дийп Пърпъл”, издаден през 1971 г. В същия албум прави в средата на песента „Глупаци“ („Fools“) друг вид соло на барабани в по бавно темпо съчетано с китарно соло на Ричи Блекмор, наподобяващо виола (това соло Пейс усъвършенства в началото на 21 век като го прави още по атрактивно и го изпълнява на всеки концерт).
През 1974 г. на концерта на „Дийп Пърпъл“ в Калифорния пред близо 500 000 зрители изпълнява соло на барабани, подобно на което дотогава публиката не е виждала. По това време записите на концерти са били рядкост, но това негово изпълнение е записано на едноименния видеоалбум „Live in California“.
След повторното събиране на „Дийп Пърпъл“ през 1984 г. във всеки концерт на групата има негови солови изпълнения на барабаните. В началото на 21-век много често соло на барабани по време на концерт изпълнява в средата на песента „Картини от дома“ („Pictures Of Home“). В началото на тази песен изпълнява също сложно късо соло на барабани.
Иън Пейс е свирил само на две марки барабани. В първите години на „Дийп Пърпъл“ свири на „Лудвиг“ („Ludwig“), а след 1980 г. предпочита само марката „Пърл“ („Pearl“).

## Дискография

### С „Дъ Шиндигс“
- One Little Letter/What You Gonna Do (1965)
- A Little While Back/Why Say Goodbye (1965)

### С „Дъ М/5“
- You'll Never Stop Me Loving You/Only Time Will Tell (1966)

### С „Дъ Мейз“
- Hello Stranger/Telephone (1966)
- Aria Del Sud/Non Fatemio Odiare (1967)
- Harlem Shuffle/What Now/The Trap/I'm So Glad [ep] (1967)
- Catteri, Catteri/Easy Street (1967)

### С „Дийп Пърпъл“
Виж албуми и сингли на „Дийп Пърпъл“

### С „Пейс, Аштън и Лорд“
- Malice in Wonderland (1977)

### С „Уайт Снейк“
- Lovehunter (1979)
- Ready An' Willing (1980)
- Live...In The Heart Of The City (1980)
- Come an' Get It (1981)
- Saints & Sinners (1982)